# Chemical Chords
Albums de Stereolab
Serene Velocity : A Stereolab Anthology
(2006) Not Music
(2010)
Chemical Chords est le neuvième album de Stereolab, sorti en août 2008.
D'après Tim Gane, cet album est une collection de « chansons pop résolument courtes, denses et rapides ».

## Liste des titres
1. Neon Beanbag - 3:49
2. Three Women - 3:46
3. One Finger Symphony - 2:05
4. Chemical Chords - 5:12
5. The Ecstatic Static - 4:44
6. Valley Hi! - 2:14
7. Silver Sands - 3:08
8. Pop Molecule (Molecular Pop 1) - 2:15
9. Self Portrait with "electric brain" - 3:16
10. Nous Vous Demandons Pardon - 4:52
11. Cellulose Sunshine - 2:36
12. Fractal Dream of a Thing - 3:37
13. Daisy Click Clack - 3:28
14. Vortical Phonotheque - 3:07

### Titres supplémentaires de l'éditionjaponaise
L'édition japonaise comporte trois titres supplémentaires à la fin de l'album :
- The Nth Degree
- Magne-Music
- Spool of Collusion